# Wenne (släkt)
Wenne är ett släktnamn som uppträder i Nedre Satakunta och Egentliga Finland under 1400- till 1600-talet. Släkten, som antagligen tillhörde det lägre frälset, består av tre delar som inte säkert kan knytas samman. Efter 1490-talet utmärkte sig släkten genom att flera av dess medlemmar var på prästbanan.

## Släktens medlemmar

### Tomas Wenne
Den äldsta personen med namnet Wenne är Tomas Wenne som år 1420 var sjätte man i den synenämnd som skulle utstaka biskopens andel i ängarna i Polsu by invid Kjulo träsk. Sannolikt var han den siste frälsemannen i uppräkningen av nämndens medlemmar.

### Släktkretsen kring Henrik Wenne
Henrik Wenne (född ca 1465, död 1513) var kanik och domprost vid Åbo domkapitel. Han förde tre sjöblad i sitt vapen. Hans far hette Nils och han hade en syster som var gift med Peder Gunnersson. Peder var en av de frälsemän som i biskop Magnus tjänst stupade vid Viborg år 1495.

### Jakob Wenne och hans avkomlingar
Samtida med Henrik Wenne och verksam i Åbo var en Jakob Wenne. I januari 1503 inskrevs vid universitetet i Köln en studerande Jacobus Mathiae Aboensis de Suecia som möjligen är han och enligt det skulle hans fars namn ha varit Mats. Han studerade vid universitetet i Rostock 1505–1508 och blev magister där. År 1514 omnämns han som kanik i Åbo, möjligen som ett slags efterträdare till Henrik Wenne, och år 1527 hade han avancerat till ärkepräst. Jakob Wenne d.ä. avled i pesten år 1530.
En systerson till Jakob Wenne med samma namn studerade i Rostock åren 1513–1518. Han hade svårt att finansiera sina studier men fick lån i Lübeck. Efter Jakob Wenne den äldres död 1530 skrev biskopen i Åbo till kungen och bad att Jakob den yngre skulle utses till hans efterträdare. Han utsågs till kanik men dog redan år 1532. Lagligheten i hans äktenskap med Gertrud Staffansdotter ifrågasattes men godtogs år 1569 genom ett beslut av biskopen.
Jakob den yngres son Jöns Wenne föddes på 1510-talet. Han var kyrkoherde först i Raumo (1554–1556) och sedan i Eura (1557–1572). Hans sigill återgav i vapenfältet ett stående sjöblad.  Hans hustru hette Helga Olofsdotter. Sonen Martin Jönsson Wenne var kyrkoherde i Eura åren 1574–1577 och hade i sitt sigillvapen ett snarlikt sjöblad.
En annan son var Lars Jönsson Wenne som nämns från 1577 till 1588 då han dog. Han var kaplan i Kjulo men efterträdde sin bror Martin som kyrkoherde i Eura år 1577. Han var gift med Valborg Sigfridsdotter från Kjulo, sondotter till Filip Olofsson Rinder som före Jöns Wenne hade varit kyrkoherde i Eura och Pöytis. Lars och Valborg hade flera barn. Ett var Erik Larsson Venne. Han var kaplan i Ulvsby, kyrkoherde där från 1585 och därtill kyrkoherde i Björneborg från år 1602. Han avled 1616. Hans hustru hette Brita. En Johan Vännå har antagits vara bror till honom och begravdes i Åbo domkyrka år 1600. En till namnet obekant syster var gift med lagläsaren och borgmästaren i Åbo Nils Eriksson. De hade en son Johan Nilsson Wenno som var kaplan och domkyrkosyssloman i Åbo och från 1634 kyrkoherde i Virmo. Han avled 1667. Han var gift med Brita Mårtensdotter, barn till borgmästaren i Åbo Bertil Mårtensson.